# Parothelais sericans
Parothelais sericans är en skalbaggsart som beskrevs av Stefan von Breuning 1948. Parothelais sericans ingår i släktet Parothelais och familjen långhorningar.
Artens utbredningsområde är Filippinerna. Inga underarter finns listade i Catalogue of Life.